# Palazzo Carafa di Montorio

Disegno del modulo di facciata al piano nobile

Il palazzo Carafa di Montorio è un antico palazzo nobiliare di Napoli, ubicato in via San Biagio dei Librai, adiacente al largo corpo di Napoli.

## Storia
Venne fondato sul finire del XV secolo dai Carafa di Montorio al Vomano in una zona prossima all'abitazione del Panormita per una questione di prestigio. Il periodo d'oro fu il XVI secolo, quando nel palazzo vi nacque il cardinale Alfonso Carafa. L'epoca della costruzione ed i dati stilistici fanno attribuire la sua costruzione a G.FR. Mormando , già autore del vicino Palazzo del Paranormita. Nel 1496 vi nacque Giovanni Carafa, diventato Papa nel 1555 con il nome di Paolo IV. Nel 1540, su ordine di Alfonso Carafa il palazzo venne rifatto in chiave manierista dall'architetto Giovanni Francesco Di Palma e le sale vennero affrescate. Dopo questo periodo l'immobile venne acquistato dal marchese di Alfedena Antonio Gattola.
Tuttavia, nel 1943, una sciagura al porto di Napoli, distrusse indirettamente il palazzo:
Sicuramente un sabotaggio provocò l’incendio, che diventò sempre più vasto, fino a coinvolgere il
carico di benzina, di mille tonnellate, e quello esplosivo, di novecento (+ 43 cannoni, mezzi cingolati, 600 soldati in parte italiani, in parte tedeschi).

Parti della nave furono scaraventate a centinaia di metri di distanza:
Alle 17,39, al termine di una giornata dove si sono mescolate leggerezze inaudite da parte di tutti i dirigenti coinvolti, incapacità tecniche dei responsabili militari, ritardi nel chiedere soccorsi adeguati, la «Costa» salta in aria: le fiamme hanno raggiunto la stiva numero due, quella dell’esplosivo. La banchina sprofonda; un pezzo di nave piomba su due fabbricati al Ponte della Maddalena abbattendoli; la metà d’un carro armato cade sul tetto del Palazzo Carafa di Montorio; i Magazzini Generali del porto prendono fuoco; alla Stazione Centrale le schegge appiccano incendi ai vagoni in sosta. Il Lavinaio, il Borgo Loreto, l’Officina del Gas, i Granili, la Caserma Bianchini, la Navalmeccanica, l’Agip: dovunque arrivano lamiere mortali. E dovunque, vetri rotti, porte e finestre sfondate, cornicioni sbriciolati dall’esplosione. Per spegnere l’incendio sul relitto i vigili dovranno lavorare fino all’indomani. Le vittime saranno 549; i feriti, oltre tremila»
(Roberto Ciuni, Il mattino di Napoli)
.
Rottami della nave atterrarono sul tetto del palazzo, distruggendo buona parte dei solai dei piani superiori, causando la perdita di un patrimonio pittorico inestimabile. 
Frammenti dell'ancora sono ancora visibili all'interno del Chiostro di Monteverginella, in via Paladino, a pochi metri dal Palazzo.
Nel 1944 un incendio, nato nei locali utilizzati per attività commerciali, procura molti danni all'ala del palazzo su Via Nilo.
Infine, nel 1980 venne danneggiato dal terremoto.
Oggi il palazzo è rimasto danneggiato

## Descrizione
Il palazzo occupa una lunghezza di circa due isolati del centro antico.
La facciata presenta dei caratteri cinquecenteschi, mentre il basamento, che risulta completamente alterato dalle aperture delle botteghe, risale al XV secolo; le finestre risultano scandite ritmicamente dalle lesene terminanti nel cornicione che aggetta sulla strada sottostante.